# Jesse Arnelle
Hugh Jesse Arnelle (New Rochelle, Nueva York, 30 de diciembre de 1933-San Francisco, California, 21 de octubre de 2020) fue un jugador de baloncesto y abogado estadounidense que jugó una temporada en la NBA. Con 1,96 metros de estatura, lo hacía en la posición de alero.

## Trayectoria deportiva

### Universidad
Jugó durante cuatro temporadas con los Nittany Lions de la Universidad Estatal de Pensilvania, en las que promedió 21,0 puntos y 12,1 rebotes por partido. En 1954 lideró a su equipo alcanzando la Final Four del Torneo de la NCAA, donde cayeron en semifinales ante La Salle, pero conquistaron el tercer puesto al ganar en el partido de consolación a Southern California, siendo elegido en el mejor quinteto del campeonato.
Arnelle acabó su carrera como líder en anotación de la historia de los Nittany Lions, con 2.138 puntos, y en rebotes, con 1.238, siendo el primer jugador de la historia de la NCAA en contabilizar más de 2.000 puntos y 1.000 rebotes junto con Tom Gola y Dickie Hemric, que lo lograron esa misma temporada. Fue elegido en 1954 en el equipo All-American para la Helms Foundation.

### Profesional
Fue elegido en la decimoquinta posición del Draft de la NBA de 1955 por Fort Wayne Pistons, donde sólo jugó 31 partidos en una única temporada como profesional, en los que promedió 4,7 puntos y 5,5 rebotes.

## Estadísticas de su carrera en la NBA

### Temporada regular
| Temporada | Edad | Equipo             | Liga | P  | TIT | MIN  | TC  | TCA | %TC  | TL  | TLA | %TL  | R.OF. | ASIS | FP  | PTS |
| 1955-56   | 22   | Fort Wayne Pistons | NBA  | 31 |     | 13.2 | 1.7 | 5.3 | .317 | 1.4 | 2.2 | .623 | 5.5   | 0.6  | 1.9 | 4.7 |
| Total     |      |                    | NBA  | 31 |     | 13.2 | 1.7 | 5.3 | .317 | 1.4 | 2.2 | .623 | 5.5   | 0.6  | 1.9 | 4.7 |

## Vida posterior
Tras retirarse como profesional del baloncesto, pasó unos años en la Fuerza Aérea de los Estados Unidos y en el Cuerpo de Paz. Se licenció en derecho en 1962, trasladándose a San Francisco en 1969 donde finalmente obtuvo la licencia para ejercer como abogado de oficio en 1971. en 1987 creó el bufete de abogados Arnelle & Hastie, que más tarde se convertiría en Arnelle, Hastie, McGee, Willis and Green, ejerciendo hasta el año 1997. En 1987 la revista Black Enterprise les eligió como uno de los 12 bufetes de abogados afroamericanos más destacados del país.
Trabajó en el consejo de administración de varias empresas posteriormente, hasta que en 2002 entró a formar parte del de URS Corp.

## Muerte
Falleció el 21 de octubre de 2020 a los 86 años tras una enfermedad cardiovascular.